# Tashkent Open 2010
Tashkent Open 2010 — жіночий тенісний турнір, що проходив на відкритих кортах з твердим покриттям. Це був 12-й за ліком Tashkent Open. Належав до категорії International у рамках Туру WTA 2010. Відбувся в Ташкенті (Узбекистан). Тривав з 20 до 26 вересня 2010 року.

## Учасниці
| Країна     | Гравчиня             | Рейтинг1 | Сіяна |
| ---------- | -------------------- | -------- | ----- |
| Румунія    | Александра Дулгеру   | 27       | 1     |
| Узбекистан | Акгуль Аманмурадова  | 60       | 2     |
| Росія      | Анна Чакветадзе      | 68       | 3     |
| Росія      | Олена Весніна        | 72       | 4     |
| Румунія    | Моніка Нікулеску     | 81       | 5     |
| Словаччина | Магдалена Рибарикова | 85       | 6     |
| Росія      | Алла Кудрявцева      | 103      | 7     |
| Італія     | Марія Елена Камерін  | 106      | 8     |

- 1 Посів ґрунтується на рейтингові станом на 13 вересня 2010

### Інші учасниці
Нижче подано учасниць, що отримали вайлд-кард на вихід в основну сітку:
- Нігіна Абдураїмова
- Аліна Абдурахімова
- Сабіна Шаріпова

Нижче наведено гравчинь, які пробились в основну сітку через стадію кваліфікації:
- Заріна Діяс
- Юліана Федак
- Ейріні Георгату
- Надія Гуськова

Гравчиня, що потрапила в основну сітку як щасливий лузер:
- Ксенія Палкіна

## Переможниці та фіналістки

### Одиночний розряд
Алла Кудрявцева —  Олена Весніна 6–4, 6–4.
- Для Кудрявцевої це був перший титул за кар'єру.

### Парний розряд
Олександра Панова /  Тетяна Пучек —  Александра Дулгеру /  Магдалена Рибарикова, 6–3, 6–4